# Anders Krag Kjeldsen
Anders Krag Kjeldsen (7. april 1790 – 14. august 1850) var en dansk boghandler og viseforfatter.
Anders Krag Kjeldsen er født i Nordby på Samsø 7. april 1790 og nedsatte sig omkring 1815 som købmand og boghandler i Randers.
Han var i sin tid bekendt ved udgivelse af en del visebøger eller, som de da kaldtes, ariebøger.
Han skrev selv en stor mængde viser, især om Krigen 1848-50, flere på jysk dialekt; af disse kan nævnes Faaklaaring aa Beskryuels øuer di tou faalæ willelæ Begrauelser (1840); men det er kun en mådelig efterligning.
Kjeldsen døde 13. august 1850.
Han var gift med Maren født Dahl (død 18. juli 1850), datter af købmand Jesper Lauridsen Dahl.

## Ekstern henvisning
- Dansk biografisk lexikon, bind IX